# ETicket Deutschland

Logo eTicket Deutschland

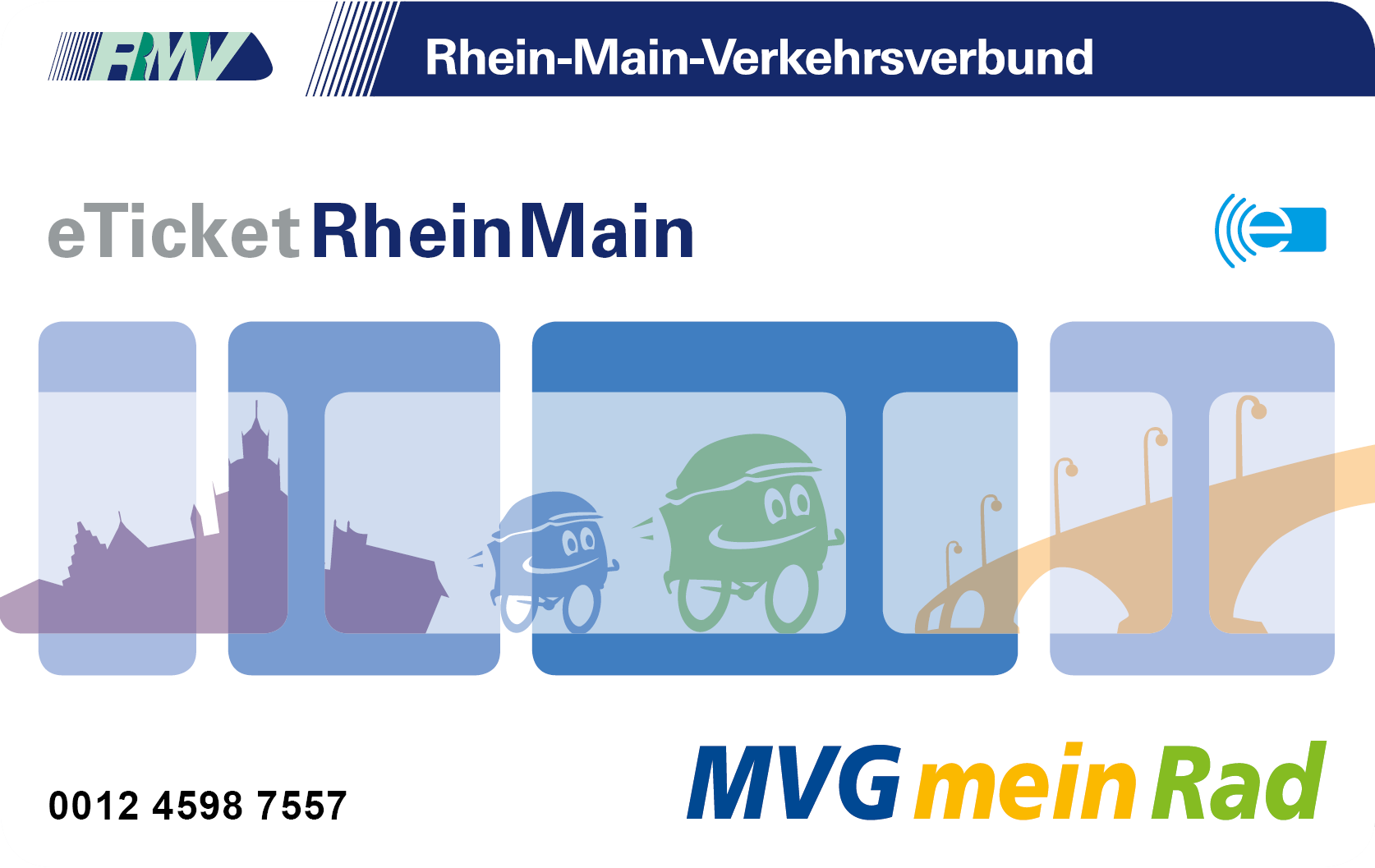
e-ticket des Rhein-Main-Verkehrsverbunds, hier in der Mainzer Version mit typischen Motiven (Dom und Theodor-Heuss-Brücke), sowie Hinweis auf MVGmeinRad.

Das eTicket Deutschland ist ein elektronisches Fahrkartensystem für den öffentlichen Personennahverkehr (ÖPNV).

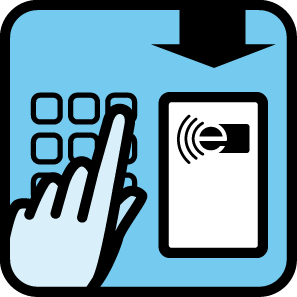
Piktogramm eTicket

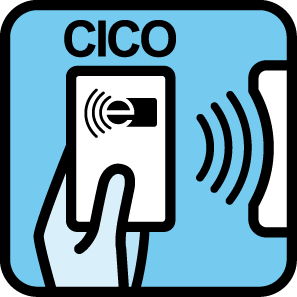
Piktogramm Check in Check out

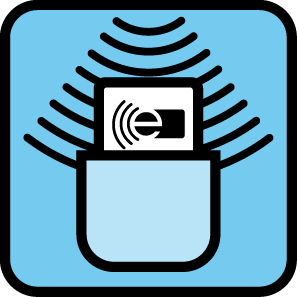
Piktogramm Be in Be out

## Hintergrund
Die ersten Chipkartenanwendungen im ÖPNV in Deutschland wurden Anfang der 1990er-Jahre eingeführt, darunter Fahrsmart (Oldenburg und Lüneburg), PayCard, Geldkarte und ALLFA (Dresden). Diese Systeme waren jedoch nicht miteinander kompatibel. Der Verband Deutscher Verkehrsunternehmen (VDV) beschloss deshalb 1999, ein einheitliches elektronisches Ticket- und Fahrgeldmanagementsystem einzurichten, das mit standardisierter Technologie Interoperabilität zwischen den Verkehrsverbünden sichert. Die zu diesem Zweck 2003 gegründete damalige VDV Kernapplikation GmbH & Co. KG stellte 2005 die VDV-Kernapplikation als Standard für ein solches e-Ticket vor.
Das erste Unternehmen, welches das eTicket Deutschland (damals noch unter dem Namen VDV Kernapplikation) als Pilotprojekt eingesetzt hat, war die Saarbahn GmbH in Saarbrücken im Jahr 2005. Es folgten weitere Pilotprojekte im Verkehrsverbund Rhein-Ruhr (VRR), dem Verkehrsverbund Rhein-Sieg (VRS) sowie der damals noch eigenständigen Verkehrsgemeinschaft Niederrhein (VGN) unter den Namen Ticket 1000 und Ticket 2000 (im VRR zudem für Schüler das SchokoTicket, das YoungTicket Plus und für Senioren das BärenTicket). Zunächst wurden dort ab 2003 die Abonnenten mit Chipkarten eines proprietären Systems ausgestattet; ab 2007 wurde auf eTicket Deutschland umgestellt.
Das erste verbundübergreifende System startete im April 2006 in den Verkehrsverbünden KreisVerkehr Schwäbisch Hall, Nahverkehr Hohenlohekreis und OstalbMobil. Anfang 2011 schloss sich der Heilbronner Nahverkehr an. Diese Verkehrsverbünde bezeichnen ihr Ticket als Kolibricard. Hier wird neben der Abonnenten-Chipkarte auch eine anonymisierte Prepaidkarte angeboten und somit auch Einzelfahrscheine. Aktuell sind mehr als 600 Verkehrsunternehmen und -verbünde Teilnehmer an eTicket Deutschland. Darunter sind alle großen Verkehrsverbünde und Metropolregionen.

## Ticketmedien
Grundsätzlich eignen sich Mobiltelefone sowie alle Gegenstände, die mit kontaktloser Chiptechnik (RFID) ausrüstbar sind, als eTickets. Trotz steigender Nachfrage nach Handytickets ist die Chipkarte in Deutschland derzeit das gängigste eTicket-Nutzermedium. Sie erreicht eine Abdeckung von rund 85 Prozent. Bislang wurden 15,5 Millionen Chipkarten mit eTicket Deutschland produziert.

## Anbieter und Herausgeber von eTicket Deutschland
Fahrgäste erhalten ihr eTicket direkt bei ihrem Verkehrsunternehmen oder Verkehrsverbund. Diese übernehmen die Rolle des Anbieters beziehungsweise Kundenvertragspartners, der die Monats- oder Jahreskarten seinen Kunden per Post zukommen lässt beziehungsweise im Servicecenter übergibt. Jobtickets werden über den Arbeitgeber beim Verkehrsunternehmen bestellt. Bei Verkehrsunternehmen, die Einzelfahrscheine als eTicket anbieten, erhalten Fahrgäste die Nutzermedien im Kundencenter oder, wie beispielsweise in Münster, als Prepaid-Ticket am Automaten. Angebot, Preisgestaltung und Abrechnung liegen in der Zuständigkeit des jeweiligen Verkehrsunternehmens. Die Abrechnung der Kosten läuft jedoch über eine einheitliche Plattform des VDV eTicket Service (Herausgeber sowie Betreiber der technischen Systeme hinter eTicket Deutschland).
Der VDV eTicket Service betreibt unter anderem auch Sperrlisten, damit eTickets, die von Fahrgästen bei ihren Verkehrsunternehmen als verloren oder gestohlen gemeldet wurden, deutschlandweit bei Kontrollen als ungültig erkannt werden.

## Ausbaustufen
eTicket Deutschland gibt es in drei Ausbaustufen. Welche Stufe angeboten wird, entscheidet das jeweilige Verkehrsunternehmen.
Ausbaustufe 1: eBezahlen
Die einfachste und älteste Ausbauvariante ist die eBezahlfunktion: Fahrgäste kaufen mit einer Prepaid-Karte (oder Postpaid-Karte) bargeldlos einen Papierfahrschein. Dafür geben Verkehrsunternehmen Chipkarten mit einer sogenannten Bezahlberechtigung aus. Diese ist auch in den höheren Ausbauvarianten enthalten und kann als technische Grundlage von Account-Based Ticketing eingesetzt werden.
Ausbaustufe 2: eTicket
Das eTicket oder der eFahrschein samt eKontrolle ist die aktuell gängigste Ausbaustufe: Hier dient eine Chipkarte als Nutzermedium und kann entsprechend kontrolliert werden. Auf der Chipkarte des Fahrgasts wird ein elektronisches Ticket gespeichert, das zuvor – online, am Automaten oder im Servicecenter – gekauft wurde. Das kann beispielsweise eine Monatskarte oder ein Jahresabo sein.
Ausbaustufe 3: automatische Berechnung
Die dritte Ausbaustufe ist die Grundlage für Check in/Check out- oder Check in/Be out-Systeme: Fahrgäste checken mit ihrem eTicket beim Einsteigen in ein Fahrzeug an einem fest installierten Terminal ein, beim Aussteigen wieder aus. Anhand der gefahrenen Strecke wird der Fahrpreis berechnet und vom Kundenkonto abgebucht.
Im Idealfall müssen Fahrgäste sich also nicht in die Tarifstruktur eines Verkehrsunternehmens einarbeiten, weil das Abrechnungssystem der elektronischen Fahrkarte den Preis für die Verbindung zwischen Start- und Endpunkt automatisch berechnet.

## Varianten der Fahrpreisermittlung
Mit eTicket Deutschland können Fahrgäste vor Fahrtantritt Zeit- und Zonenfahrkarten kaufen oder ihre Reise nach der Nutzung bezahlen.

### Vor der Fahrt: Auswahl eines bestimmten Tickets
Wenn Fahrgäste ihren genauen Reiseverlauf und die erforderliche Preisstufe kennen oder selbst ermittelt haben, können sie ihr Ticket vor der Fahrt als klassischen Papierfahrschein oder in digitaler Form (eTicket oder Handyticket) bargeldlos über das eTicket-Abrechnungssystem kaufen. Fahrpreis, Geltungsdauer und -raum stehen also von Beginn an fest.

### Während und nach der Fahrt: flexible Ticketerfassung und Berechnung
Für Fahrgäste, die vor Fahrtantritt noch nicht wissen, welches Ticket sie benötigen, gibt es die automatische Fahrpreisermittlung, die dem Prinzip einer Taxinutzung ähnelt: Der Fahrpreis ergibt sich erst am Zielort, also nachdem die ganze Route zurückgelegt ist. Dafür stehen zwei Möglichkeiten zur Verfügung:
- Bewusste Erfassung am Lesegerät (Check-in/Check-out, CICO) Steigt ein Fahrgast in Bus oder Bahn ein, hält er das eTicket Deutschland-Nutzermedium (Chipkarte, Mobiltelefon etc.) vor ein Lesegerät an der Haltestelle oder direkt im Fahrzeug. Das Terminal signalisiert, dass das Ticket erfasst ist. Beim Verlassen meldet sich der Fahrgast entsprechend wieder ab. Im Hintergrund wird anhand der Informationen zur zurückgelegten Strecke und beispielsweise der Uhrzeit oder dem Wochentag ein Fahrpreis ermittelt und vom Kundenkonto (post-paid) oder der Guthabenkarte (pre-paid) abgebucht.
- Automatische Erfassung per Funk (Be-in/Be-out) Diese Variante befindet sich noch in der Erprobungsphase. Aktuell gibt es keine marktreifen Be-in/Be-out-Systeme, wohl aber Kombinationen mit Check-in-Systemen. In der Theorie werden Tickets bei Be-in/Be-out-Systemen automatisch per Funk über Sende-Lese-Vorrichtungen im Fahrzeug erfasst und die Fahrtkosten errechnet. Fahrgäste müssen in dieser Variante nur noch ein- und aussteigen.

## Abrechnung und zusätzliche Mobilitätsdienstleistungen
Fahrgäste können ihr eTicket bei ihrem Verkehrsunternehmen vor Ort kaufen oder im Falle eines Jobtickets über ihren Arbeitgeber beziehen. Um das Ticket zu bezahlen, haben Fahrgäste drei verschiedene Möglichkeiten:
1. pre-paid: Fahrgäste laden im Servicecenter oder am Automaten ein bestimmtes Guthaben auf ihr Konto, das sie dann für Fahrten mit dem ÖPNV ausgeben können.
2. auto-load: Das Guthaben wird automatisch aufgeladen, sobald ein gewisser Betrag unterschritten ist.
3. post-paid: Die Fahrgäste erhalten regelmäßig eine Rechnung, auf der ihre Ausgaben aufgelistet sind. Sie können sie begleichen per Lastschrift oder Kreditkarte.

Die Bezahlfunktion des eTickets lässt sich auch jenseits des ÖPNV einsetzen, beispielsweise beim Bezahlen für das Ausleihen von Fahrrädern oder im Parkhaus. Das bedeutet, dass Fahrgäste mit ihrem Monatsticket zusätzliche Mobilitätsangebote nutzen und bezahlen können. Auch ein Zoobesuch oder der Eintritt ins Freibad lässt sich technisch mit dem eTicket Deutschland bezahlen. Beispiele dafür gibt es bereits: So können Personen, die ein Jobticket der Kölner Verkehrsbetriebe haben, damit auch KVB-Fahrräder nutzen. Auch die Mainzer Verkehrsgesellschaft bietet das eTicket Rhein-Main als Kundenkarte für ihr Fahrradvermietsystem MVGmeinRad an und ermöglicht mit der Karte an speziellen Stationen das Ausleihen und Zurückgeben von Mietfahrrädern.

## Datenschutz
Nach Angaben des Herausgebers VDV eTicket Service werden beim eTicket Deutschland internationale Sicherheitsstandards, speziell beim Umgang mit vertraulichen Daten, erfüllt. Das System orientiert sich an den Richtlinien des Bundesamtes für Sicherheit in der Informationstechnik (BSI). Vor der Inbetriebnahme des eTicket-Systems hat das jeweilige Verkehrsunternehmen seinen Datenschutzbeauftragten einzubinden. Um sowohl die Daten als auch den Austausch der Daten zwischen den eingesetzten Systemen und den beteiligten Partnern zu schützen, gibt es ein eigenes Sicherheitsmanagement. Es umfasst neben definierten organisatorischen Prozessen auch den Einsatz von Kryptographie. Dabei werden sowohl symmetrische als auch asymmetrische Schlüssel (Public-Key-Infrastruktur) verwendet. Die Schlüssel lassen sich in einem Sicherheitsmodul (Secure Application Module = SAM) wie in einem Safe sichern. Mithilfe dieses SAM überprüft beispielsweise ein Terminal, ob ein eTicket echt ist. Alle Komponenten – Chipkarten, Terminals und Hintergrundsysteme – sind herstellerunabhängig geprüft und zertifiziert.

### Fahrgastdaten
Sofern es sich nicht um ein anonymes Prepaid-Ticket handelt, werden auf einer Chipkarte Name, Geschlecht, Geburtsdatum und das Ticket selbst gespeichert. Auf dem Chip ist also hinterlegt, ob es sich um eine Monatskarte, ein Azubi- oder Semesterticket handelt, innerhalb welcher Region oder in welchem Zeitraum es gültig ist und auf welche Person das Ticket ausgestellt wurde.

### Belegproblematik
Anders als bei einem Papierfahrschein kann der Kunde beim eTicket Deutschland nicht ohne Weiteres unmittelbar kontrollieren, wie die Informationen über seine Fahrten erfasst werden. Eine Statusabfrage (etwa über die Gültigkeitsdauer und zulässige Tarifgebiete) ist aber an öffentlichen Automaten, per Lesegerät am eigenen Computer und mobil per Handy-App möglich, wenn das Gerät über eine NFC-Schnittstelle verfügt. Kritiker weisen darauf hin, dass sich mit diesen ermittelten Fahrten Bewegungsprofile der Nutzer erstellen lassen. Zu den diskutierten Risiken gehört außerdem, dass sich personenbezogene Daten entwenden oder manipulieren lassen könnten. Die Generalstaatsanwaltschaft München verweist in einem Leitfaden darauf, dass die Deutsche Bahn in ihrem (inzwischen wieder aufgegebenen) System Touch&Travel, das an eTicket Deutschland angelehnt war, die Daten sämtlicher vom Systemnutzer durchfahrenen Funkzellen speichere. Auf diese Verkehrsdaten könnten Ermittler allerdings nur nach §100g StPO zugreifen.

## Internationale Anbieter
International mit dem eTicket Deutschland vergleichbare Produkte sind die japanischen IC-Cards (Suica-Card, PASMO etc.), in London die Oyster-Card, die Octopus-Karte in Hongkong, die OV-chipkaart in den Niederlanden, die MOBIB-Karte in Belgien sowie der Pariser Navigo Pass. In der Schweiz ist zudem mit lezzgo eine App auf dem Markt, welche landesweit im ÖV mittels CICO unabhängig vom Transportunternehmen gereist werden kann.

## Weblink
- Offizielle Website